# Amyema glabra
Amyema glabra là một loài thực vật có hoa trong họ Loranthaceae. Loài này được (Domin) Danser mô tả khoa học đầu tiên năm 1929.